# Ähmädağalı
Ähmädağalı (azerbajdzjanska: Əhmədağalı; tidigare ryska: Ахмедагалы: Achmedagaly) är en ort i Azerbajdzjan.   Den ligger i distriktet Ağdam, i den centrala delen av landet, 240 kilometer väster om huvudstaden Baku. Ähmädağalı ligger 215 meter över havet och antalet invånare är 2 563.